# Eryops
Eryops(エリオプス)はかつて存在したソフトウェア交換を行っていたWarez組織である。

## 概略
1983年から2004年まで存在したソフトウェア改ざん・プログラマーの組織。FTPクライアント通信などを利用して、オンライン上でソフトウェアの交換やソフトウェアのパッチなどを行っていた。リーダーはイギリス在住の日本人のLICDR氏、2001年にチームを引き継いだ日本人のK0DaK氏が中東メンバーを増やしたことによりメンバーは増加したが、宗教やイデオロギーのすれ違いが発生。またリーダーのK0Dakも2004年に日本国内において大阪府警保安課に運営関与していたサイトで起訴され、その後、組織犯罪に関わる活動、電波法(第59条)・名誉毀損罪など複数の罪状で起訴され、リーダーを辞任し、参加していた国内のメンバーもそれぞれ起訴され、日本国内の活動は事実上解散した。

## 活動
活動はオープンソース主義思考を掲げ、製品版のソフトウェアの逆アセンブラを行い、改ざんパッチ公開を中心に行っていたが、1990年代後半からオンライン上のサーバーにソフトウェアの交換を行うようになる。第二期リーダーのK0DaK氏の過激な思想からＦＴＰ通信のレートを極端下げることにより参加者を急激に増やしたが、批判を受けるようになり、他チームを威嚇・攻撃を行うようになる。当初はWarez系集団であったが、クラッキングや攻撃を行うようになり、ソフトウェアの交換も当時主流だったＦＴＰクライアントでの通信もＰ２Ｐなど方式に変わり活動目的が変更、2004年以降ネット上の活動は確認されていない。